# Marguerite Yourcenar
Marguerite Yourcenar era el pseudònim de la novel·lista francesa Marguerite Cleenewerck de Crayencour (Brussel·les, Bèlgica, 1903 - Northeast Harbor, a Mount Desert Island, Maine, EUA, 1987). Malgrat nàixer a Bèlgica, i ser ambdós pares d'ascendència flamenca, tenia la nacionalitat francesa. El 1947, va legalitzar el malnom literari com a nom legal. Va ser la primera dona membre de l'Académie Française, el 1980.

## Primers anys
Yourcenar va nàixer a Brussel·les (Bèlgica) i educada de manera privada a la hisenda de son pare, al nord de França. Sa mare, belga, va morir, als deu dies de donar a llum Marguerite, a causa d'una peritonitis i de febre puerperal. Jeanne von Vietinghoff, amb cognom de soltera Bricou, filla d'un arquitecte belga, amiga de sa mare i escriptora, esdevingué la "mare somniada" de Marguerite. En tenir vuit anys, ja llegia Aristòfanes i Racine; amb deu anys, son pare li ensenyà llatí, als dotze grec antic.

## Carrera d'escriptora
El 1929, Marguerite Yourcenar va publicar la seua primera novel·la, Alexis. La traductora Grace Fick li suggerí d'anar a Nova York, on impartí classes de literatura comparada. El 1937, Grace i ella esdevingueren amants, relació que acabaria amb la mort de Fick, el 1979, d'un càncer de mama.
El 1951 va publicar Memòries d'Adrià, la qual havia escrit amb pauses durant una dècada. Aquesta novel·la fou un èxit immediat entre els lectors i la crítica literària, i es convertí en un clàssic modern de la novel·la històrica. Yourcenar hi recrea la vida i mort d'un dels més grans governants de l'Imperi Romà, Hadrià, que fictíciament escriu una llarga carta a Marc Aureli, el seu successor i fill adoptiu. L'emperador enraona sobre el seu passat i descriu tant les seues fites com les seues dissorts, el seu amor per Antínous, i la seua filosofia particular.
El 1970, Yourcenar va ser escollida com a membre de l'Académie Royale de Langue et de Littérature Françaises de Belgique i, el 1980, va ser la primera dona a ser nomenada membre de l'Acadèmia Francesa. Va ser una de les escriptores en francès més respectades. Publicà diverses novel·les, assajos, poemes, així com tres volums de memòries, i traduí altres escriptors com Virginia Woolf, Henry James, Konstandinos Kavafis i Yukio Mishima.
En el seu discurs d'ingrés a l'Acadèmia Francesa, hi destaca l'homenatge a totes les dones que van merèixer ser part d'aquesta institució i que, per la seva condició de dones, es van veure al marge. En una part d'aquesta al·locució, assenyalava: "M'han acceptat, deia jo. Aquest jo incert i fluctuant, aquesta entitat l'existència de la qual he impugnat jo mateixa i que no sento delimitada si no és per unes quantes obres que se'm va ocórrer escriure, està aquí, tal com és, envoltat, acompanyat per una munió invisible de dones que, per ventura, hagueren hagut de rebre aquest honor abans que jo, fins al punt que sento temptacions d'apartar-me per deixar pas a les seves ombres".
Yourcenar va viure gran part de la seua vida al poble de Northeast Harbor, a l'illa de Mount Desert, a l'Estat de Maine (EUA), en una casa anomenada Petite Plaisance, que ara acull un museu dedicat a ella. L'escriptora es va mudar a Maine a principi de la Segona Guerra Mundial.

## Obres
- Le jardin des chimères (1921)
- Alexis ou le traité du vain combat (1929)
- La nouvelle Eurydice (1931)
- Pindare (1932)
- Denier du rêve (1934, revisat 1958–59)
  - Moneda del somni, Edicions de 1984, ISBN 978-84-96061-75-0
- La mort conduït l'attelage (1934)
- Feux (1936)
- Nouvelles orientales (1938)
  - Contes orientals, Editorial Empúries, ISBN 978-84-7596-210-8
- Les songes et les sorts (1938)
- Le coup de grâce (1939)
- Mémoires d'Hadrien (1951)
  - Memòries d'Adrià, Grup 62, ISBN 978-84-96863-13-2
- Électre ou La chute des masques (1954)
- Les charités d'Alcippe (1956)
- Constantin Cavafy (1958)
- Sous bénéfice d'inventaire (1962)
- Fleuve profond, sombre rivière: les negros spirituals (1964)
- L'Œuvre au noir (1968)
  - Obra negra, Proa, ISBN 978-84-8256-149-3
- Yes, Peut-être, Shaga (1969)
- Théâtre, 1971
- Souvenirs pieux (1974)
- Archives du Nord (1977)
- Le labyrinthe du monde (1974-84)
  - El laberint del món , Proa, ISBN 978-84-7739-573-7
- Mishima ou la vision du vide (1980)
- Anna, soror... (1981)
- Comme l'eau qui coule (1982)
- Le temps, ce grand sculpteur (1984)
- Quoi? L'Éternité (1988)

### Altres obres disponibles en català
- Amb els ulls oberts, Edicions B, ISBN 978-84-406-1433-9
- Un home obscur un matí esplèndid, Pagès editors, ISBN 978-84-9779-262-2
- Focs, March editor, ISBN 9788496638082
- Alexis o el tractat del combat inútil, Lleonard Muntaner, ISBN 978-84-92562-54-1
- La moneda del somni, Edicions 1984, ISBN 84-96061-75-2
- Narracions orientals, Editorial Gregal, ISBN 978-84-17082-04-8
- Anna, soror..., Editorial Gregal, ISBN 978-84-17082-98-7
- Donar al Cèsar, Institut del Teatre (Diputació de Barcelona), ISBN 84-7794-114-9

## Premis i reconeixements
- Va rebre el Premi Erasmus per la seva contribució a la construcció d'Europa.